# Porta Hotel Antigua
El Porta Hotel Antigua es un hotel de lujo de estilo colonial en Antigua Guatemala, en el país centroamericano de Guatemala. Anteriormente se le llamaba "Hotel Antigua". El hotel está situado en la 8 Calle Oriente, entre las iglesias San José el Viejo y San Francisco. Está rodeado de jardines con terraza. Los jardines cuentan con vegetación tropical, hogar de aves autóctonas como guacamayos, y una piscina. 
La arquitectura del hotel tiene fuertes influencias neocoloniales, con características complejas tales como cúpulas. Hay 77 habitaciones, incluyendo 44 habitaciones de lujo, 28 habitaciones estándar y 5 suites. Los temas de color, externa e internamente, son generalmente de terracota y blanco. Las habitaciones tienen una decoración tradicional guatemalteca, incluyendo pisos de madera de colores. 